# Teleregione Color
Teleregione Color è un'emittente televisiva italiana che copre le regioni Puglia e Basilicata.

## Storia
L'emittente nasce nel 1976 a Barletta grazie all'intuito di Nicola Sguera e dei figli, Michele, Savino e Giuseppe con il nome di TeleBarletta snc. La società presentava un palinsesto con un telegiornale locale, programmi sportivi, le telecronache degli incontri di calcio del Barletta, del Bari e di altre squadre locali pugliesi. Hanno fatto parte del palinsesto anche i programmi Goal di notte condotto da Michele Plastino e Superclassifica Show condotto da Maurizio Seymandi.
Nel 1980 cambia denominazione: Teleregione Color, chiamata così per annunciare che i programmi sono trasmessi a colori. L'emittente segue il terremoto in Basilicata e in Irpinia e la visita di Papa Giovanni Paolo II a Bitonto. Il programma di punta, Forcing, ideato da Savino Sguera, è un programma sportivo che la domenica racconta le partite di calcio in diretta dai campi di serie A, B C e dilettanti. Alla conduzione del programma si sono succeduti Savino Sguera e Pippo Sciscioli. Oggi, invece, Forcing è diretto dal direttore Serena Sguera i due giornalisti, in studio David Giampetruzzi e Massimiliano Dipasquale. Nel 1982 l'emittente aderisce al circuito Euro TV e nel 1987 a Odeon TV, ma conserva una fascia di programmazione locale. Negli anni novanta passa al circuito di Europa 7 ma poi ritorna ad Odeon TV per rimanerci fino al 2012.
Nel 1996 nasce da un'idea di Emanuele De Nicolò la sit-com Very Strong Family, con il duo Manuel (Emanuele De Nicolò) e Kikka (Donata Frisini); l'anno successivo viene realizzata la Very Strong Family 2 con lo stesso cast della prima serie, dalla 3ª serie la sit-com viene mandata in onda su Telenorba.
Nella stagione sportiva 2011-2012 Teleregione acquisisce i diritti per le gare in trasferta di campionato del Barletta e dell'Andria. Inoltre ha anche acquisito i diritti per le gare esterne del Bisceglie, militante nel campionato di Eccellenza Pugliese.
Le gare di Barletta e Andria sono trasmesse in diretta sul canale analogico (solo per la provincia di Barletta-Andria-Trani), sul canale digitale e sul canale satellitare 879, Viva l'Italia Channel.
Le gare del Bisceglie sono invece trasmesse sul canale digitale Diretta Sport.
A settembre 2016 l'attrice Gegia porta sugli schermi televisivi di Teleregione Color, Avanti tutti Show, uno spettacolo comico di 24 puntate.
A febbraio 2024 Teleregione passa al Gruppo Editoriale Distante.

## Programmi

### Fiction comiche
- Lo stregone cassintegrato (2018)
- I Comisastri Television con Piero Bagnardi (2017)
- Very Strong Family (prime 2 serie), con Manuel & Kikka (1996-1997)
- I francobolli (2002)
- Le giornate di Ming (2003)
- Tg del cavolo, con Ninni Di Lauro (2008)
- Uccelli di Ruvo, con Nico Salatino (2001)
- Bruttiful, con Nicola Pignataro (2004)
- Quelli del condominio, con Mino Barbarese (1999)
- L'Ariamara, con Mino Barbarese (2000)
- Happy Gays, con Ivan Dario Buono, Joe Favia e Dino Saggese    (2005-2006)
- Pupetta e Romeo, con le Battagliere (2006)
- La stambata, con Emanuele Tartanone e Giuseppe Guida (2007)
- Benvenuti al centro (2013)
- Patapum (2018)

### Autoproduzioni
- Speciale Settimana Santa Bisceglie e Molfetta[5][6] (Arciconfraternita della Morte),
- Time Out (2018), condotto da Paolo Pinto fino al 2021, a cui poi sono subentrati Massimiliano Dipasquale e Giacomo Colaprice.
- Calcio cocktail (2018), condotto da Adriano Antonucci e Antonio Gargano
- Fuori campo (2018)
- Casa Serena (2017)
- Buon Calcio (2017)
- Monday Night (2017), condotto da Adriano Antonucci
- Fuori dal coro (2017)
- Ritiro biancorosso Barletta
- Ritiro biancorosso Bari
- Ritiro biancoceleste Fortis Trani
- Ritiro biancoazzurro Andria
- Ritiro nerazzurro-stellato Bisceglie
- Kamikaze
- La ritirata. Diario quotidiano sul ritiro del Bari
- Gioca con Forcing, con Manuel & Kikka
- Ti Tocca, con Manuel & Kikka
- Stasera canto io, con Dante Marmone
- Freeze Frame
- Oggi...notizie in prima linea
- Buongiorno regione
- Gran caffè di sera
- Controcorrente
- Girovagando
- Avanti tutti show
- Teleregione News/TR NEWS, notiziario locale in onda Tutti i giorni, con una durata di 25 minuti,  alle 14:15, 19:30, 22:30 e dopo la mezzanotte. Va in onda anche dalle 6:00 alle 8:30 in Replica. Tutte le edizioni sono seguite dalle previsioni del tempo curate da 3B-Meteo.
- 3B-Meteo
- "Social Loper" con Luigi Loper